# Schizonycha gallana
Schizonycha gallana är en skalbaggsart som beskrevs av Brenske 1895. Schizonycha gallana ingår i släktet Schizonycha och familjen Melolonthidae. Inga underarter finns listade i Catalogue of Life.